# مارسيلينو بيريز
مارسيلينو بيريز (بالإسبانية: Marcelino Pérez) (مواليد 13 أغسطس 1955) هو لاعب كرة قدم. يلعب مع منتخب إسبانيا لكرة القدم. سبق له أن لعب في كأس العالم لكرة القدم مع منتخب بلاده.

## روابط خارجية
- مارسيلينو بيريز على موقع الاتحاد الدولي (مؤرشف)  (الإنجليزية)
- مارسيلينو بيريز على موقع قاعدة بيانات كرة القدم.إي يو (الإنجليزية)
- مارسيلينو بيريز على موقع ناشيونال فوتبول تيمز (الإنجليزية)